# Audi V8

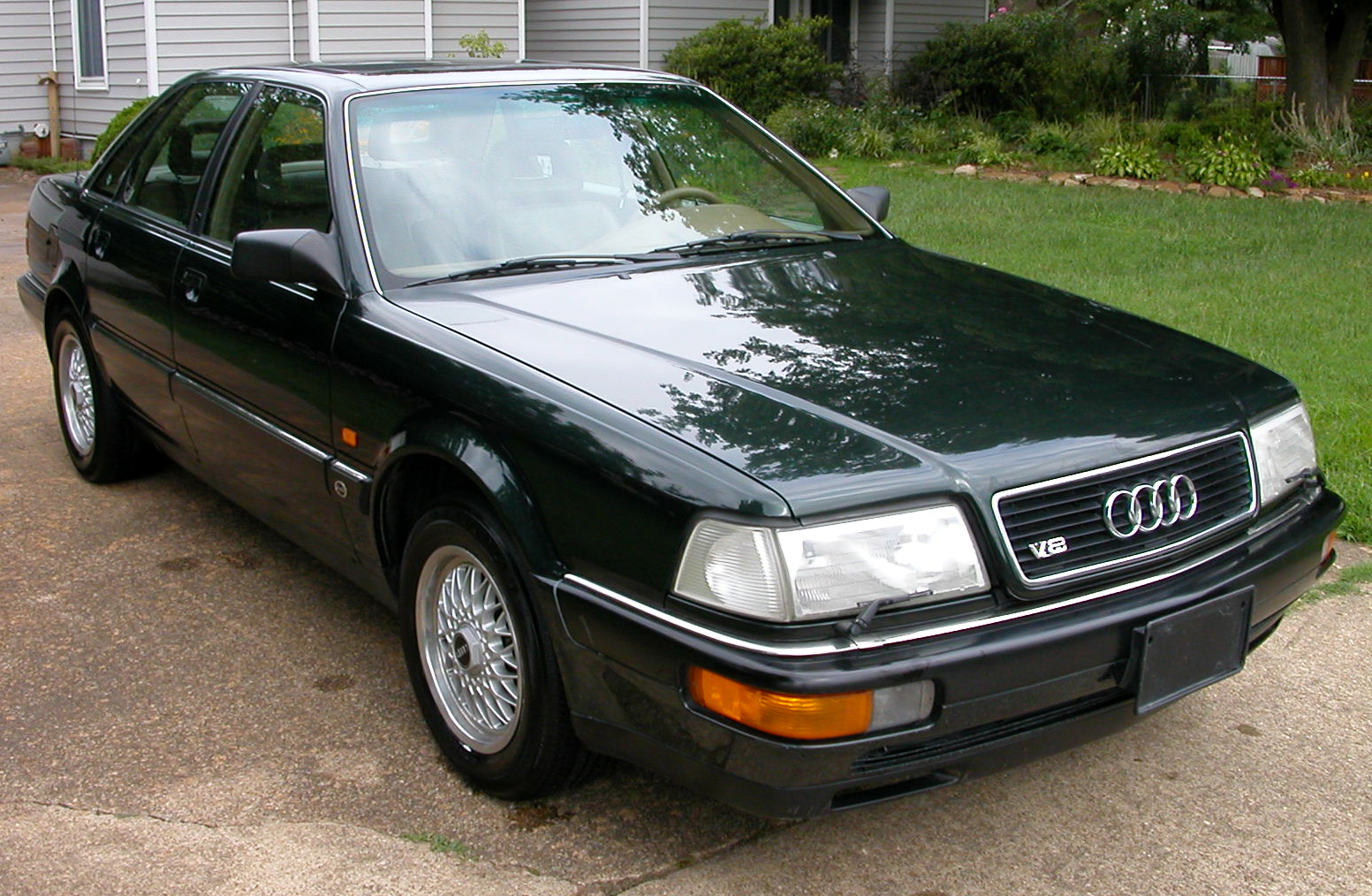
Audi V8 quattro.

Audi V8 var en stor lyxbil som tillverkades av Audi från 1988 till 1994, då den ersattes av Audi A8. Audi V8 baserades på 100/200-modellen och var Audis första försök på en lyxbil i den största klassen. Bilen hade fyrhjulsdrift och, som namnet avslöjar, en V8 under motorhuven. Motorn var i princip två sammanfogade fyrcylindriga 1,8-litersmotorer som man normalt hittade i Volkswagen Golf GTI, och cylindervolymen var således 3,6 liter. Till 1992 års modell ökades cylindervolymen till 4,2 liter, och effekten ökade då från 250 hk till 280 hk, dock fanns 3,6-litersmodellen kvar.
4,2 liters versionen har en uppgiven toppfart på 248 km/h